# Tanjung Harapan (Kampar Kiri)
Tanjung Harapan is een bestuurslaag in het regentschap Kampar van de provincie Riau, Indonesië. Tanjung Harapan telt 409 inwoners (volkstelling 2010).